# 김민종 (유도 선수)
김민종(2000년 9월 1일~)은 대한민국의 유도 선수로, 체급은 +100kg급이다. 2020년과 2024년 하계 올림픽에 참가하였다. 2024년 하계 올림픽 유도 남자 +100 kg급(최중량급)에서 은메달을 획득하였고, 유도 혼성 단체전에서는 동메달을 기록하였다.

## 경력
2000년 9월 1일 서울특별시 성동구 마장동에서 태어났다. 그의 부모는 마장동에서 대를 이어 축산업에 종사했다. 10세 때 체중 감량을 위해 부모에 의해 유도를 시작했으며, 보성고등학교를 졸업하고 유도 명문인 용인대학교에 진학했다.
보성고등학교 재학 당시에는 장미란재단의 장학생으로 선정된 적이 있다.
2018년 9월에 아제르바이잔 바쿠에서 열린 2018년 세계 선수권 대회 최중량급 종목에 출전했으며 16강에서 2016년 하계 올림픽 동메달리스트인 하라사와 히사요시에게 패하여 탈락했다. 그러나 혼성 단체전에서는 남북 단일팀 소속으로 동메달 획득에 기여했다.
2019년 9월에는 일본 도쿄에서 열린 2019년 세계 선수권 대회에서 브라질의 하파에우 시우바를 꺾으며 동메달을 획득하면서 첫 세계 선수권 대회 개인 메달을 획득하게 되었다.
2021년에 도쿄에서 열린 2020년 하계 올림픽에 참가했으며, 16강에서 일본의 하라사와 히사요시에게 패하여 탈락했다.
2024년 하계 올림픽에 참가, 유도 남자 +100 kg급(최중량급)에서 은메달을 기록하였다. 유도 혼성 단체전에서는 동메달을 기록하였다.